# Municipio Santos Michelena
El municipio Santos Michelena es uno de los 18 municipios que forman parte del estado Aragua, Venezuela ubicado en el eje oriental del Norte del estado. Tiene una superficie de 220 km² —3,2% de todo el territorio regional— y una población de 54.392 habitantes (censo 2011). Su capital es Las Tejerías y está dividido en 2 parroquias.
Límites: Por el Norte y por el este con el estado Miranda, por el Sur con el Municipio San Sebastián y por el Oeste con los municipios Ribas y Rafael Revenga
Temperatura promedio: Entre 20 °C y 22 °C en la montaña y 24 °C en la parte central del Valle
Ríos: Pertenece a la cuenca del Mar Caribe; sus ríos desembocan en el Tuy que lo atraviesa de oeste a este. Otro es el río Cagua y Caño Amarillo

## Historia.
En 1904 detentaba la presidencia de la República Cipriano Castro cuando tomó la decisión de crear el nuevo municipio aragüeño, sólo que le puso su propio nombre. En enero del siguiente año los vecinos en asamblea popular escogieron como patrona La Virgen del Carmen y como vicepatrono a San Cipriano, nombre del Presidente al que consideraba el protector del Municipio. Pero como el señor Castro fue destituido por su vicepresidente, Juan Vicente Gómez, el nombre del municipio aragüeño no era de agrado para el nuevo mandatario. Por eso fue que muchos años después, cuando La Asamblea Legislativa del estado Aragua dividió el Distrito Ricaurte para crear los nuevos municipios, los vecinos le sugirieron el nombre del primer fundador del Municipio Castro. Los diputados decidieron que el nombre sería Santos Michelena, en honor al ilustre maracayero nacido el 1 de noviembre de 1797, fallecido en Caracas el 12 de marzo de 1848. Es el político a quien se le reconoce haber desempeñado un papel de primer orden en la organización de las relaciones exteriores de Venezuela y de la Hacienda Pública nacional.

## Geografía

### Clima
| Parámetros climáticos promedio de Municipio Santos Michelena, según mediciones de sensores remotos (2000–2011) | Parámetros climáticos promedio de Municipio Santos Michelena, según mediciones de sensores remotos (2000–2011) | Parámetros climáticos promedio de Municipio Santos Michelena, según mediciones de sensores remotos (2000–2011) | Parámetros climáticos promedio de Municipio Santos Michelena, según mediciones de sensores remotos (2000–2011) | Parámetros climáticos promedio de Municipio Santos Michelena, según mediciones de sensores remotos (2000–2011) | Parámetros climáticos promedio de Municipio Santos Michelena, según mediciones de sensores remotos (2000–2011) | Parámetros climáticos promedio de Municipio Santos Michelena, según mediciones de sensores remotos (2000–2011) | Parámetros climáticos promedio de Municipio Santos Michelena, según mediciones de sensores remotos (2000–2011) | Parámetros climáticos promedio de Municipio Santos Michelena, según mediciones de sensores remotos (2000–2011) | Parámetros climáticos promedio de Municipio Santos Michelena, según mediciones de sensores remotos (2000–2011) | Parámetros climáticos promedio de Municipio Santos Michelena, según mediciones de sensores remotos (2000–2011) | Parámetros climáticos promedio de Municipio Santos Michelena, según mediciones de sensores remotos (2000–2011) | Parámetros climáticos promedio de Municipio Santos Michelena, según mediciones de sensores remotos (2000–2011) | Parámetros climáticos promedio de Municipio Santos Michelena, según mediciones de sensores remotos (2000–2011) |
| Mes | Ene. | Feb. | Mar. | Abr. | May. | Jun. | Jul. | Ago. | Sep. | Oct. | Nov. | Dic. | Anual |
| --- | --- | --- | --- | --- | --- | --- | --- | --- | --- | --- | --- | --- | --- |
| Temp. máx. abs. (°C)                                                                                           | 33.3 | 37.6 | 38.7 | 40.2 | 38.8 | 34.9 | 31.1 | 31.4 | 31.1 | 33.5 | 31.3 | 30.4 | 40.2 |
| Temp. máx. media (°C)                                                                                          | 25.8 | 28.0 | 31.3 | 31.5 | 27.6 | 24.5 | 23.7 | 25.2 | 25.6 | 25.4 | 24.7 | 24.5 | 26.5 |
| Temp. media (°C)                                                                                               | 20.2 | 22.3 | 22.9 | 25.0 | 23.3 | 22.0 | 20.9 | 21.3 | 22.9 | 22.6 | 21.6 | 20.7 | 22.1 |
| Temp. mín. media (°C)                                                                                          | 17.4 | 17.7 | 18.2 | 18.9 | 18.9 | 18.8 | 18.2 | 18.7 | 19.0 | 19.3 | 18.6 | 17.7 | 18.4 |
| Temp. mín. abs. (°C)                                                                                           | 13.4 | 13.8 | 11.9 | 13.8 | 14.5 | 13.1 | 10.9 | 12.4 | 13.6 | 14.7 | 14.0 | 11.3 | 10.9 |
| Fuente: MOD11A2 MODIS/Terra Land Surface Temperature/Emissivity                                                | | | | | | | | | | | | | |

## Parroquias .
1. Las Tejerías
2. Tiara

## Economía.
En la ruta del sol, Las Tejerías es la entrada a los Valles de Aragua. El municipio  santo michelena es una jurisdicción política nacida al comenzar el siglo XX. Su desarrollo ha marchado por lo que le otorga su cercanía con la capital de la República, al principio como pasos de caminos y después como zona industrial en expansión. A su actividad fabril se le ha sumado en los últimos años la actividad minera, por los yacimientos de níquel que están actualmente en plena explotación en Tiara. Las Tejerías deviene así en área residencial y de servicios de gran parte del conglomerado que se afana en las actividades industriales y mineras de la región. A causa de ello ha comenzado el desarrollo complementario de recreación que se ha instalado en los alrededores de la ciudad y también al sur del municipio, su zona preferida de desahogo y reposo.
Vocación agroindustrial: Aun cuando Las Tejerías ha cambiado notablemente por el proceso industrial que se hizo patente en el centro del país a partir de la década de los 60, en general se mantiene un alto porcentaje de explotación agropecuaria dentro de sus linderos. Esto ha sido posible debido a la tenencia de la tierra en manos de sus antiguos propietarios. Los principales terratenientes han preservado relativamente la vocación y la tradición agrícola en la parte más oriental del valle. Sin embargo, una franja importante del territorio, están destinadas plenamente al desarrollo industrial.
Como ha sucedido en las otras zonas industriales de Aragua, el crecimiento económico ha estimulado el movimiento poblacional. La búsqueda de oportunidades de trabajo ha generado urbanismos desordenados y de escasos servicios, aunque también han surgido urbanizaciones mejor planificadas y bien servidas.

## Sitios turísticos
Plaza Bolívar de Las Tejerías, la Estación del Ferrocarril, el Paseo de los Estudiantes, los paradores turísticos a la orilla de la carretera nacional desde donde se aprecia el valle sembrado y las torres industriales. Muy frecuentada para la recreación e incluso para asistir a las corridas de toro es la Hacienda El Placer y el Balneario Caño Amarillo. Tiara y las Lomas de Hierro, donde se explota actualmente las minas de níquel es otro atractivo del municipio en los últimos años.
Las Minas de Níquel: En la zona limítrofe de Aragua y Miranda hay un lugar que se conocía como la Loma de Hierro desde los tiempos de la conquista. Las exploraciones recientes en el subsuelo han incorporado nuevos recursos y posibilidades a la economía de municipio. La explotación del yacimiento de níquel de Loma de Hierro se programó para el primer trimestre de 1995. Las minas de níquel abren nuevas expectativas en el sur del municipio y ha favorecido el 3crecimiento de la parroquia no urbana de Tiara. Esta actividad ha promovido también la urbanización, construcción de viviendas y la localización de nuevos negocios complementarios y de servicios de la zona. La explotación de minas, la extracción del mineral y su tratamiento se está convirtiendo un atractivo para los aragüeños y los viajeros de otros lugares del país.
La Iglesia de las Tejerías: En 1904 también se tomó la decisión de crear la parroquia eclesiástica y se escogió la Virgen del Carmen como patrona porque era devoción de muchos vecinos de las distintas comunidades peticionarias. Gracias a un aporte de la Presidencia de la República para la construcción del Templo y el sostenimiento del sacerdote. El primero fue el padre Daniel Girvés y Formet. Hoy se ubica la iglesia en el casco central de la población.

## Política y gobierno.

### Alcaldes
| Período     | Alcalde             | Partido político / Alianza | % de votos | Notas |
| ----------- | ------------------- | -------------------------- | ---------- | --- |
| 1989 - 1993 | Jesús Octavio Morao | MAS                        | 31,12      | Primer alcalde Electo y Reelecto bajo elecciones directas                                                                                              |
| 1993 - 1995 | Jesús Octavio Morao | MAS                        | 34,67      | Reelecto |
| 1995 - 2000 | Ramón Martínez      | AD                         | -          | Segundo alcalde bajo elecciones directas (se realizaron elecciones generales adelantadas en el 2000 debido a la aprobación de la Constitución de 1999) |
| 2000 - 2004 | Reinaldo Lorca      | MAS                        | 57,65      | Tercer alcalde bajo elecciones directas |
| 2004 - 2008 | Reinaldo Lorca      | PODEMOS                    | 32,17      | Reelecto |
| 2008 - 2013 | José Gregorio Díaz  | PSUV                       | 42,86      | Cuarto alcalde bajo elecciones directas (se postergan 1 año las elecciones municipales pautadas para finales del 2012)                                 |
| 2013 - 2017 | Alcides Martínez    | MAS                        | 46,96      | Quinto alcalde bajo elecciones directas |
| 2017 - 2021 | Pedro Hernández     | PSUV                       | 78,10      | Sexto Alcalde bajo elecciones directas |
| 2021 - 2023 | Pedro Hernández     | PSUV                       | 72,25      | Reelecto. Detenido y destituido en 2023 |
| 2023 - 2025 | José Arias          | PSUV                       | -          | Designado por el Concejo Municipal |

### Concejo municipal
Período 2021 - 2025
| Concejales:         | Partido político / Alianza |
| ------------------- | -------------------------- |
| Yonkleiver Vegas    | PSUV                       |
| Iris Arguetta       | PSUV                       |
| Carlos Gómez        | PSUV                       |
| Mirna Godoy         | PSUV                       |
| Nelson Vergara      | PSUV                       |
| Jonathan Colmenarez | PSUV                       |
| Doris Gil           | PSUV                       |